# Референдум в Гватемале по президентскому сроку (1935)
Референдум в Гватемале по президентскому сроку Хорхе Убико проходил 25 мая 1935 года. Избирателям предлагалось одобрить исключение конституционного ограничения в два президентских срока. По официальным данным референдум был одобрен 99,85% голосов.

## Предвыброная обстановка
В 1934 году группа гражданских лиц опасаясь, что Убико намеревается установить диктатуру, планировала его убийство. Для этого они привлекли бывших военных, которые потеряли административные или командные посты во время его правления. Однако после внутреннего предательства заговор был раскрыт и многие его участники были казнены. Через 6 месяцев Убико созвал Конституционное собрание с целью изменить Конституцию, чтобы оставаться на посту до 1943 года.
Конгресс получил тысячи якобы спонтанных одинаковых петиций от 246 муниципалитетов, призывавших внести поправки в Конституцию, чтобы продлить срок полномочий Убико, который вскоре и созвал референдум по этому вопросу.

## Результаты
| Выбор                              | Голоса  | %     |
| ---------------------------------- | ------- | ----- |
| За                                 | 834 168 | 99,85 |
| Против                             | 1 227   | 0,15  |
| Недействительных/пустых бюллетеней |         | -     |
| Всего                              | 835 395 | 100   |
| Источник: Grieb                    |         |       |

## Последующие события
В июне 1935 года прошли выборы в Конституционное собрание, которое на зеседании 10 июля 1935 года продлило президентский срок Хорхе Убико до 15 марта 1943 года.